# Asynapta magdalini
Asynapta magdalini är en tvåvingeart som beskrevs av Panelius 1965. Asynapta magdalini ingår i släktet Asynapta och familjen gallmyggor. Arten är reproducerande i Sverige. Inga underarter finns listade i Catalogue of Life.